# Vladimir Menșov
Vladimir Valentinovich Menșov (în rusă Влади́мир Валенти́нович Меньшо́в; n. 17 septembrie 1939, Bakı, Republica Sovietică Socialistă Azerbaidjană – d. 5 iulie 2021, Moscova, Rusia) a fost un actor de teatru, film și televiziune, scenarist, producător, prezentator TV, profesor și regizor de film sovietic și rus. El a fost remarcat pentru portretizarea în filmele sale a omului rus și viața clasei muncitoare. Cu toate că Menșov a lucrat mai ales ca actor, este cel mai cunoscut pentru filmele pe care le-a regizat, în special pentru melodrama din 1979 Moscova nu crede în lacrimi, care a primit Premiul Oscar pentru cel mai bun film străin.  Actrița Vera Alentova, care a jucat un rol principal în film, este mama fiicei lui Vladimir Menșov, Iulia Menșova.
În decembrie 2010, a fost ales președinte al Consiliului Public din cadrul Serviciului Federal al Penitenciarelor din Rusia.

## Biografie
Menșov s-a născut într-o familie rusă din Baku, Republica Sovietică Socialistă Azerbaidjană. Tatăl său, Valentin Mihailovici Menșov, a fost marinar și mai târziu ofițer NKVD; mama sa Antonina Aleksandrovna Menșova (născută Dubovskaia) era casnică. Datorită muncii tatălui său, familia a locuit în Baku, Arhanghelsk și Astrahan.
În adolescență, Menșov a lucrat ca strungar la uzina Karl Marx din Astrahan, ca miner în Vorkuta și marinar pe o barcă de scufundări în Baku și, de asemenea, ca actor la Teatrul Dramatic din Astrahan. În 1961 a început să studieze actoria la Școala de Teatru de Artă din Moscova. În al doilea an s-a căsătorit cu actrița Vera Alentova, care studia și ea la aceeași școală de teatru. În 1965 a absolvit actoria. După absolvire, a lucrat timp de doi ani ca actor și asistent regizor la Teatrul Dramatic Regional din Stavropol.
În 1970 a absolvit cursul postuniversitar al Institutului de Cinematografie „Gherasimov”, departamentul de regie de lungmetraj (la atelierul lui Mihail Romm).
Din 1970 până în 1976, Vladimir Menșov a lucrat pe baza unor contracte la studiourile de film Mosfilm, Lenfilm și Odesa  A realizat o scurtă teză de film Despre problema dialectului percepției artei sau visele pierdute, a scris versiunea teatrală a romanului Mess-Mend: Yankei la Petrograd de scriitoarea armeană Marietta Shaginyan (în rusă: Мариэ́тта Серге́евна Шагиня́н; în armeană: Մարիետա Սերգեյի Շահինյան), versiune care a fost pusă în scenă la Teatrul Tineretului din Leningrad. Menșov a scris, de asemena, scenariul Slujesc la graniță la cererea studioului Lenfilm.
În această perioadă a început cariera sa de actor de cinematografie: a jucat în rolul principal în lucrarea de teză a colegului său de clasă Alexander Pavlovski Хаппи Кукушкин. Filmul a fost filmat la Studioul de Film Odesa. Vladimir Menșov a fost și co-autor al scenariului. Filmul a primit premiul principal la Festivalul de Film Molodist-71 de la Kiev Menșov a jucat într-un film din 1972 al lui Alexei Saharov numit Un om la locul lui. În 1973, Menșov a primit primul premiu pentru cea mai bună interpretare la al VI-lea Festival Unional de Film  din Almaty.
Ca actor, Vladimir Menșov a apărut în 117 filme. Unele dintre cele mai populare filme ale sale sunt Cum s-a căsătorit țarul Petru cel Mare cu maurul său (Сказ про то, как царь Петр арапа женил, 1976), Unde este Nofelet? (Где находится нофелет?, 1987), Rondul de noapte (2004), Rondul de zi (2006) și Legenda nr. 17 (Легенда №17, 2013).
Debutul regizoral al lui Menșov a avut loc în 1976, cu filmul de dramă școlară Jocul (Poзыгрыш). Al doilea film al lui Menșov, Moscova nu crede în lacrimi a devenit unul dintre deținătorii recordului de box-office al Rusiei, a primit Premiul de Stat al URSS și apoi Premiul Oscar (1981) pentru cel mai bun film străin.  Filmul spune povestea vieții a trei femei pe parcursul a două decenii. A fost și un hit la box-office. 
În 1984, Menșov a regizat filmul Dragoste și porumbei, (Любовь и голуби) bazat pe piesa lui Vladimir Gurkin (Владимир Гуркин).
Vladimir Menșov a regizat și următoarele filme: Ce mizerie! sau Șîrli - Mîrli (Ширли-мырли, 1995),  Invidia zeilor (Зависть Богов, 2000) și Marele vals sau Valsul nemuritor. Marele Vals nu a fost  finalizat. 
A scris scenarii pentru filme ca Slujesc la graniță (Я служу на границе, 1973), Noaptea este scurtă (Ночь коротка, 1981), Ce mizerie! (1995), Marele vals (Большой вальс, 2008), a fost producătorul mai multor filme, printre care: Dragostea Răului (1998), Serviciu chinezesc (Китайскій сервизъ, 1999), Cadril (Кадриль, 1999), Invidia zeilor (2000), Vecinul (2004), E timpul să strângi pietre (Время собирать камни, 2005), Eșarfe (2006) și Marele vals.
În 2004, Menșov a fost gazda emisiunii de la Pervîi Kanal Ultimul erou (Последний герой).
Vladimir Menșov a fost directorul general și director de artă al „Film Studio Genre”, care este o subsidiară a Mosfilm.
În 2011, în calitate de președinte al comisiei pentru Premiul Academiei Ruse, el a refuzat să cosemneze decizia de a nominaliza filmul lui Nikita Mihalkov Soare înșelător 2: Citadela drept nominalizarea rusă la Premiul Oscar din 2011 pentru cel mai bun film străin.
El și-a exprimat sprijinul pentru anexarea Crimeei de către Federația Rusă și, prin urmare, a fost inclus pe lista neagră în Ucraina în 2015.

## Premii

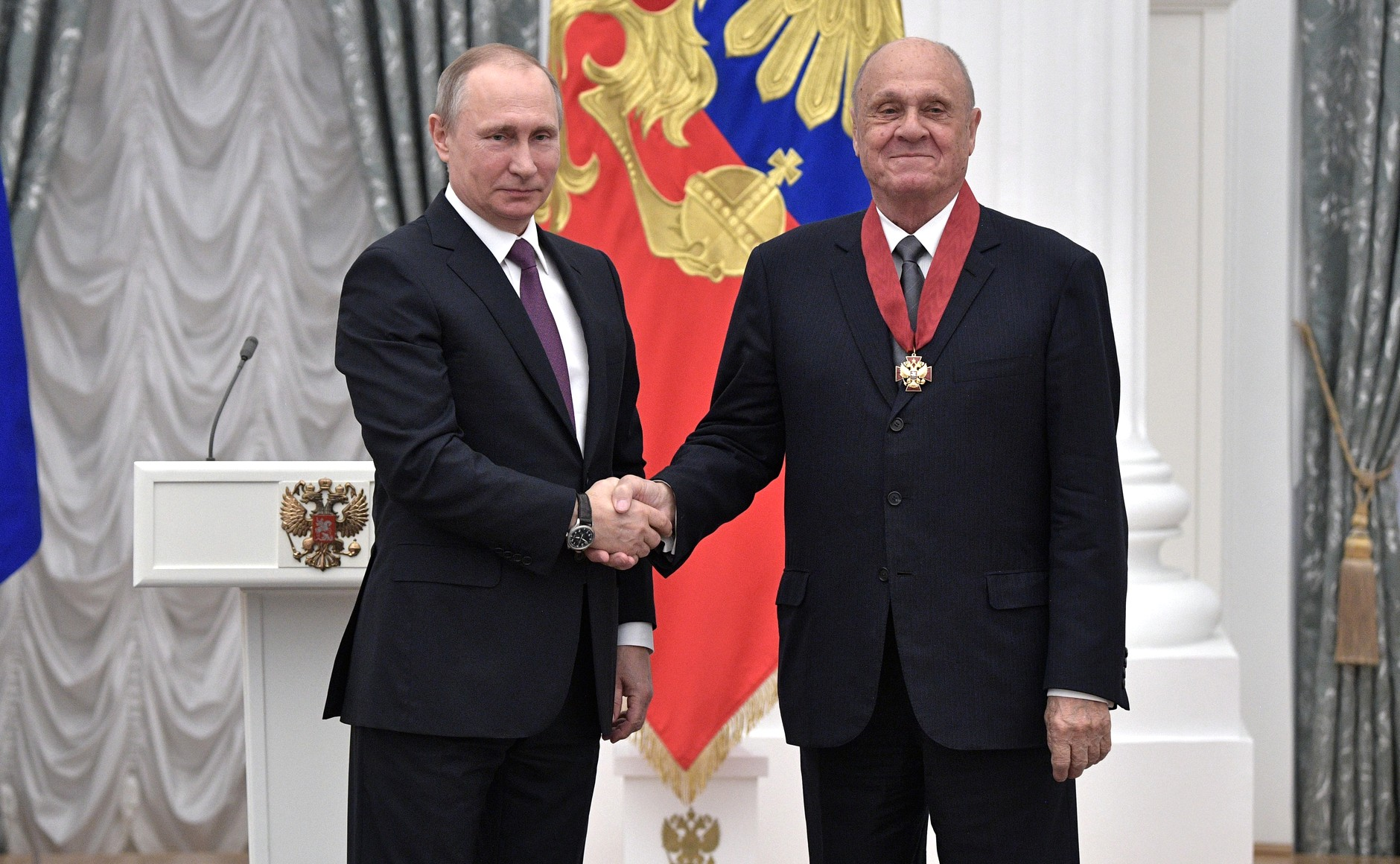
Președintele Vladimir Putin i-a acordat Ordinul „Pentru meritul patriei” gradul II la 24 mai 2017

Vladimir Menșov - Artist Onorat al RSFSR (1984),  Artist al Poporului Rusiei (1989),  câștigător al Premiilor de Stat al RSFSR (1978,  pentru filmul Raliu) și al URSS (1981),  pentru filmul Moscova nu crede în lacrimi).
- Ordinul de Merit pentru Patrie, gradul IV (1999) [26]
- Insigna „Pentru servicii aduse Moscovei” (30 iulie 2009) [10]
- Ordinul „Pentru meritul patriei”, gradul III (2010) [26]
- Premiul Vulturul de Aur (премия Золотой Орёл) pentru cel mai bun actor în rol secundar în Legenda nr. 17 (2014) [54]
- Ordinul „Pentru meritul patriei”, gradul II (2017) [26]

## Viață personală și deces

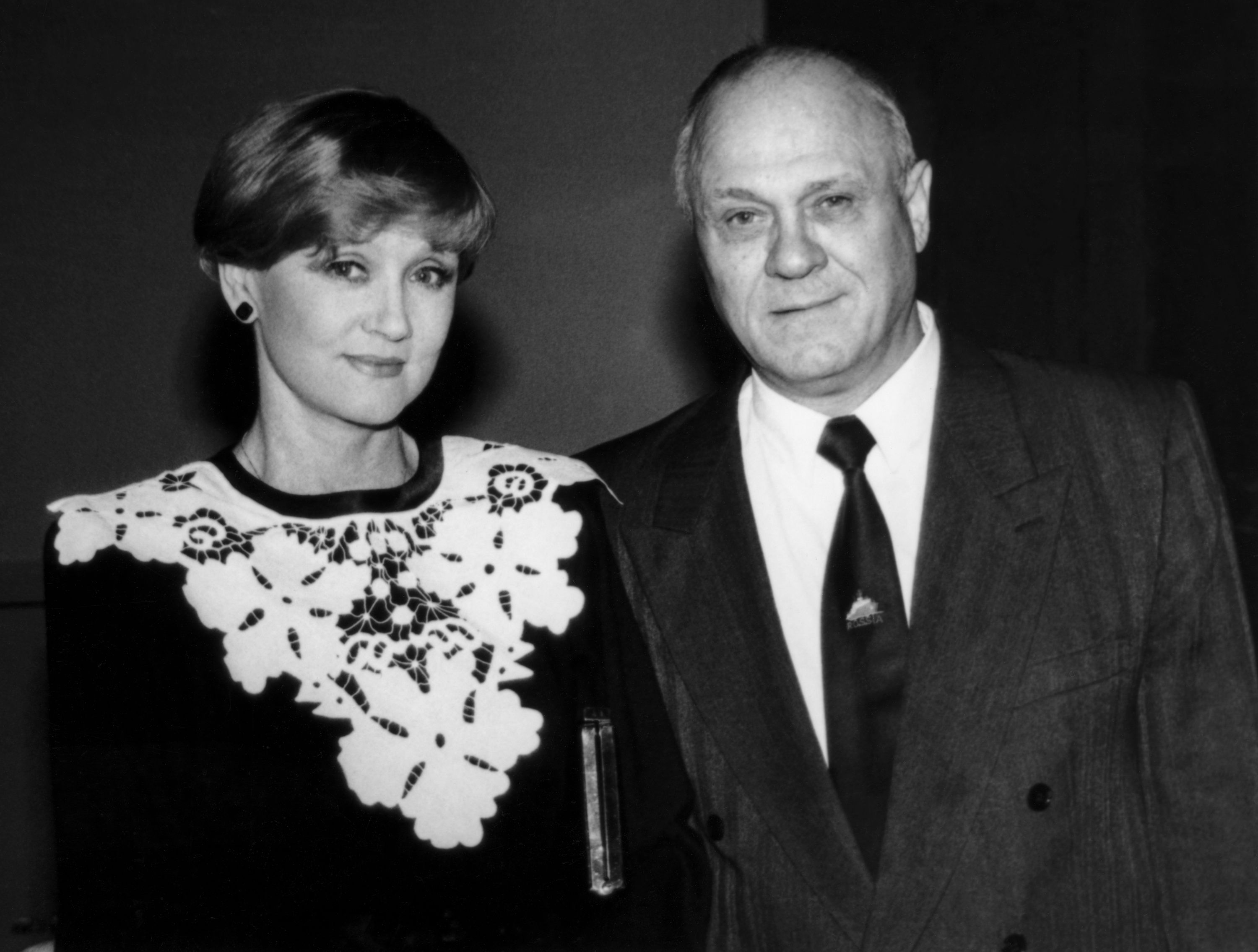
Vladimir Menșov și Vera Alentova

Menșov s-a căsătorit cu actrița Vera Alentova în 1962. Au avut o fiică, Iulia Menșova.
A murit în dimineața zilei de luni, 5 iulie 2021, la vârsta de 82 de ani, la Moscova, din cauza coronavirusului COVID-19, cu care a fost diagnosticat la 26 iunie 2021. Ceremonia de rămas bun a avut loc pe 8 iulie la Moscova la Casa Centrală a Cinematografiei, slujba de înmormântare a avut loc în Biserica Mijlocirea Preasfintei Maicii Domnului din Krasnoe Selo, a fost înmormântat la Cimitirul Novodevicii lângă mormântul Poporului.  La 30 septembrie 2022, la mormântul lui Vladimir Menșov a fost dezvelit un monument.